# Songpyon
El songpyon es un plato coreano tradicional hecho de arroz glutinoso. Es una variedad de ttok consistente en pequeños pasteles de arroz consumidos tradicionalmente durante el festival coreano del otoño, el Chuseok. Se ha convertido en un símbolo popular de la cultura coreana tradicional.
El songpyon son pasteles de arroz con forma de media luna con un relleno dulce elaborado con semillas de sésamo o pasta de castaña, cocidos al vapor sobre una capa de agujas de pino, lo que les da un aroma fragrante a pino fresco. Solían prepararse en diversas formas con la partición de los miembros de la familia y a menudo se intercambiaban con los vecinos.
Los primeros registros del songpyon datan del periodo Koryo.